# Folkkorståget

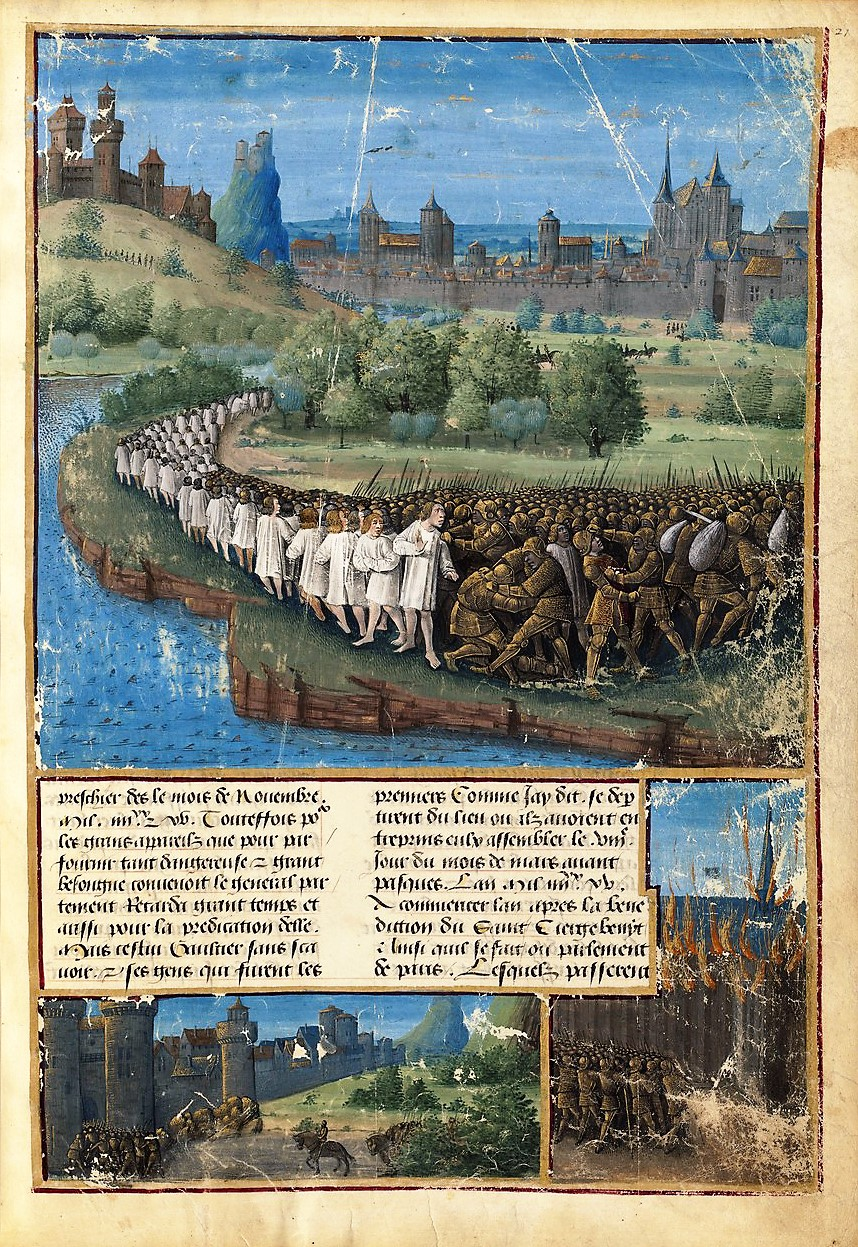
Massaker på folkkorstågets korsfarare. (Miniatyr från 1140)

Folkkorståget var ett korståg under slutet av 1000-talet som ej sanktionerades av kyrkan. Efter en korstågskampanj som väckt större intresse hos större delar av befolkningen än förväntat, skickade påven ut ett stopp till alla som deltog i tågen utan medgivande från påven och den kyrkliga överheten. Kyrkans försök att stoppa framryckningen gav inga resultat. Under våren 1096 drog "folkkorståget" iväg. Tåget bestod framförallt av bönder, men även en del riddare deltog. Det var företrädesvis folk från norra Frankrike och Tyskland, under ledning av Peter Eremiten. Cirka 40 000 personer deltog initialt, även om en fjärdedel av dessa gick förlorade innan man nådde Konstantinopel. Resten av styrkan gick sedan förlorad i strider i Mindre Asien.

## I Mindre Asien
Efter att ha vandrat över Balkanhalvön till Konstantinopel mötte Peter Eremiten där kejsar Alexios I Komnenos, som rådde honom att vänta på korstågets huvudstyrka, eftersom de annars lätt skulle besegras. Deltagarna visade sig dock odisciplinerade och tjuvaktiga, och kejsaren bad dem därför att vänta i Nikomedeia istället. Peters auktoritet minskade dock, och motsättningar mellan fransmän, tyskar och italienare uppstod, som började plundra var för sig. Fransmännen lyckades vid ett tillfälle ta sig till den seljukiske sultanens huvudstad Nicaea, där de plundrade och utsatte befolkningen för stor grymhet. De lyckades driva bort en turkisk styrka som sändes mot dem.
Efter att de återvänt till lägret såg de tyska trupperna hur lyckosamma fransmännen varit och drog på egen hand ut. Med 6000 man lyckades de ta slottet Xerigordon. Slottets brunn låg dock utanför murarna, och en turkisk styrka lyckades skära av förbindelsen med denna. Efter 8 dagar tvingades därför tyskarna att ge upp och de flesta av dem dödades.[källa behövs]
Under tiden hade nyheterna om tyskarnas inledande framgångar, påspädda av två spioner, nått huvudlägret. Peter Eremiten var i Konstantinopel för att försöka få förnödenheter, och de övriga begav sig iväg, ivriga att få vara med och dela på bytet. På vägen, där sultanen placerat ut flera bakhåll, möttes de av sanningen, men bestämde sig för att möta fienden. Bakhållet lyckades dock, och även om korsfararna i början stred modigt spred sig snabbt paniken och de flydde till sitt läger. När turkarna nådde dit dödade de alla, utom ett fåtal som lyckades fly, och unga pojkar och flickor som behagade dem. Detta var slutet för folkkorståget.